# Aerangis mystacidii
Aerangis mystacidii — вид многолетних эпифитных травянистых растений из рода Эрангис семейства Орхидные.
Вид не имеет устоявшегося русского названия, в русскоязычных источниках используется научное название Aerangis mystacidii.

## Синонимы
По данным Королевских ботанических садов в Кью:
- Angraecum mystacidii Rchb.f., 1847basionym
- Angraecum saundersiae Bolus, 1888
- Angraecum pachyurum Rolfe in D.Oliver & auct. suc. (eds.), 1897
- Aerangis mystacidioides Schltr., 1915
- Aerangis pachyura (Rolfe) Schltr., 1918

## Этимологияи история описания
Вид описан Генрихом Густавом Райхенбахом в 1847 году под названием Angraecum mystacidii.
Видовое название растение получило за морфологическое сходство цветка с родом мистацидиум (Mystacidium), который также относится к ангрекоидным орхидеям.
Английское название — The Mystacidium-like Aerangis.

## Распространение иэкологическиеособенности
Малави, Мозамбик, Южная Африка, Свазиленд, Танзания, Замбия и Зимбабве.
Эпифит в нижней части стволов деревьев и на нависающих над водой ветвях. Населяет влажные местообитания в вечнозелёных лесах на высотах 60-1800 метров над уровнем моря.
Минимальная и максимальная температура воздуха (ночь\день) в Зумбо (Мозамбик):

Январь — 14-28\10-20°С

Февраль — 14-28\10-20°С

Март — 15-30\12-21°С

Апрель — 15-32\12-22°С

Май — 16-32\13-24°С

Июнь — 18-35\13-24°С

Июль — 18-35\13-25°С

Август — 18-35\13-25°С

Сентябрь — 18-32\13-24°С

Октябрь — 17-32\13-22°С

Ноябрь — 16-30\12-21°С

Декабрь — 14-28\10-20 °C
Относительная влажность воздуха от 37-70 % зимой, до 50-79 % летом.
Aerangis mystacidii включён в Приложение II Конвенции CITES. Цель Конвенции состоит в том, чтобы гарантировать, что международная торговля дикими животными и растениями не создаёт угрозы их выживанию.

## Биологическое описание
Короткостебельные моноподиальные растения, варьирующие по размеру. В культуре чаще миниатюрные.

Стебель до 10 см длиной.

Листья (2-8 шт), 4-23 × 1-5 см, обратнояйцевидные, на верхушке неравно двудольные, тёмно-зелёные, жёсткие, слегка мясистые.

Соцветие до 20 см длиной, его рост от появления до цветения может длиться 3-4 месяца, несёт 2-25 цветков.

Цветки белые, 2,3 см в диаметре; сепалии 7-14 × 2-5 мм, вытянутые, слегка заострённые на конце. Петалии сходны с сепалиями, резко отклонены назад.
Губа 7-14 × 3-8 мм, вытянутая, заострённая; длинный шпорец достигает 6-8 см, выгнут по дуге вперёд, слегка вдут на конце.
Цветки имеют приятный аромат, сходный с ароматом ландыша, наиболее интенсивный в сумерки.
Поллиниев два.

## В культуре
Температурная группа умеренная-тёплая.
Цветёт летом-осенью.
Наиболее предпочтительна посадка на блок.
Растение крайне теневыносливо. При содержании в условиях яркого освещения останавливается в росте и не цветёт.
В период активной вегетации полив обильный, зимой полив сокращают.
Важно соблюдать нейтральный баланс pH, так как Aerangis mystacidii не переносит накопления солей в субстрате и покрывающем корни веламене. Для полива растений используется вода, прошедшая очистку обратным осмосом, с добавлением специально рассчитанных доз удобрений.
Наличие движения воздуха вокруг корневой системы уменьшает риск возникновения бактериальных и грибковых инфекций. Не следует накрывать корни сфагнумом или другим влагоёмким субстратом. После полива корни должны просыхать достаточно быстро.